# 子人
子人（？—？），姬姓，名语，一作御，字子人，郑庄公之子，郑厉公同母弟。郑厉公时，子人为卿。
前698年夏季，子人前去鲁国重温过去盟会的友好，并且也是重温在曹国的会见。
子人的后裔以子人的字为氏，立子人氏，子人九即其后裔。
《清华简》中有一篇《郑文公问太伯》，其中的子人成子就是子人。